# Matveï Korgouïev
Matveï Mikhaïlovitch Korgouïev (en russe : Матве́й Миха́йлович Ко́ргуев), né le 15 août 1883 dans le village de Keret' (raïon de Louhi, en Carélie), mort dans le même village (alors en République socialiste soviétique carélo-finnoise) le 4 juillet 1943, est un conteur et auteur de contes russe et soviétique.

## Biographie

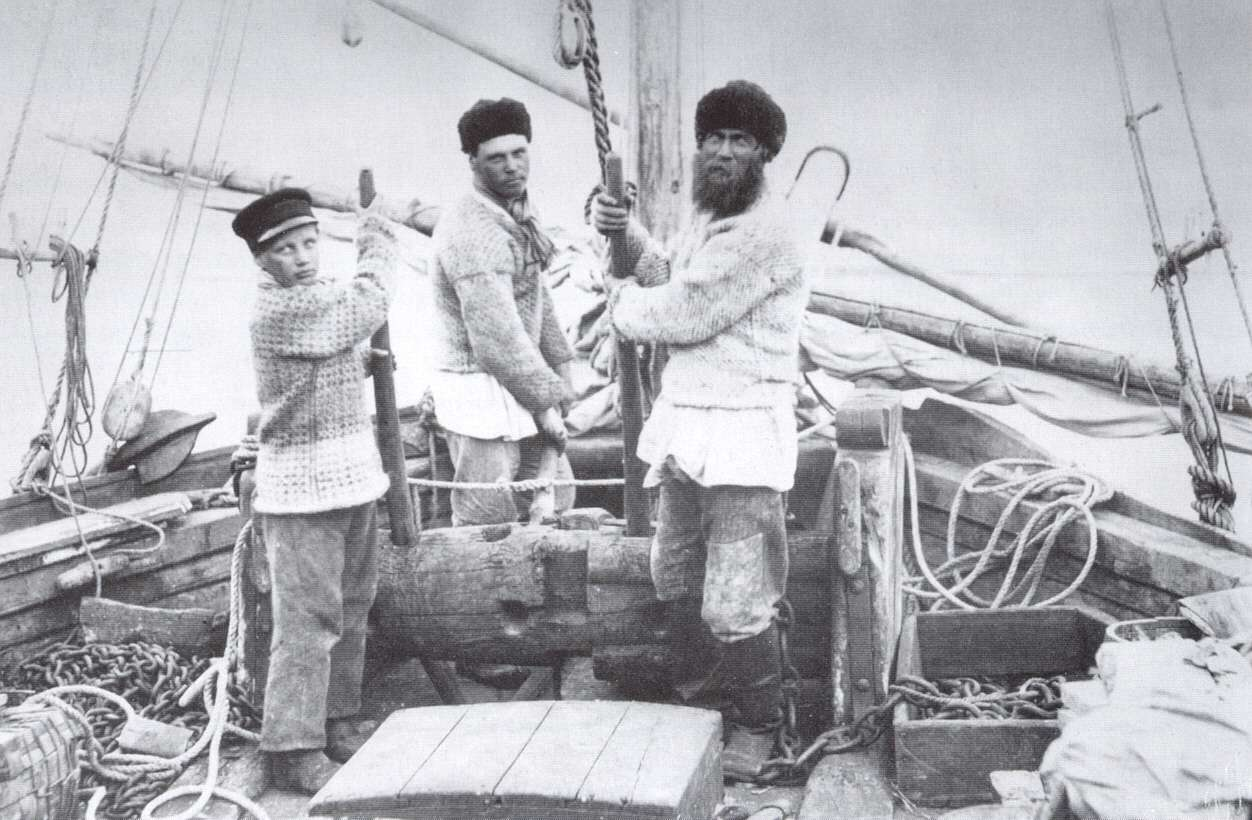
Pêcheurs pomors (avant 1917)

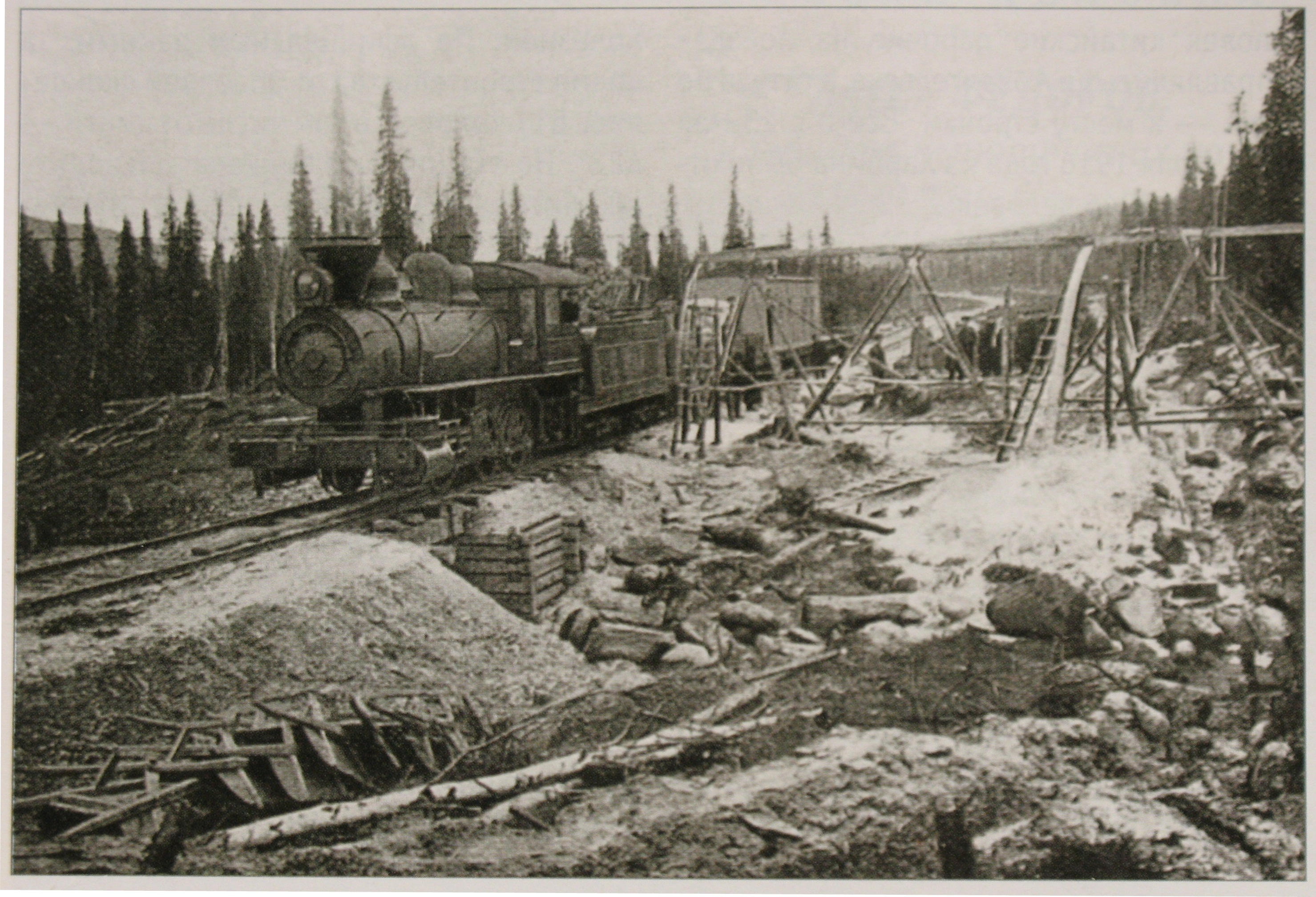
La voie ferrée de Mourmansk, fin 1916

Son père est un pêcheur pomor russe, sa mère une conteuse et interprète de chant runique carélienne. Il manie depuis l'enfance les langues russe et carélienne. Son père meurt alors qu'il n'a que 7 ans.
Dès 9 ans, il commence à travailler comme aide-berger. À 13 ans, il est cuisinier sur le bateau de pêche d'un marchand local, puis devient pêcheur. Plus tard il est employé dans une scierie, puis sur le chantier de la voie ferrée de Mourmansk et d'une ligne télégraphique.
Depuis sa jeunesse, il est renommé pour ses talents de conteur. Dans son artel de pêche, on l'emploie en heures supplémentaires pour dire des contes le soir, comme c'était l'usage alors dans la région. Bien qu'illettré, il maîtrise un répertoire très diversifié, et grâce à sa mémoire remarquable, est capable de raconter avec précision des récits publiés en louboks, tels que Le Prince Bova ou Ierouslane Lazarévitch, qu'il a entendu lire ou dire par d'autres conteurs, parfois bien longtemps auparavant, sur les chantiers où il a travaillé.
Dans les années 1930, il transmet oralement au folkloriste Aleksandr Netchaïev un total de 115 contes, soit 1 500 pages de tapuscrit (où prédominent les contes merveilleux), que Netchaïev publie en 2 tomes sous le titre de Contes de la Mer blanche carélienne (Сказки карельского Беломорья).
Outre des contes en langue russe, Korgouïev connaissait des bylines et interprétait des chants runiques traditionnels de Carélie (rouny, ieïgy / joiku).
En 1933, il commence à travailler dans un kolkhoze de pêcheurs.
Korgouïev quitte très peu sa région d'origine, et est peu mentionné dans les journaux et revues de l'époque. Pourtant en 1938, il devient membre de l'Union des écrivains d'URSS, et reçoit en 1939 l'Ordre de l'Insigne d'Honneur. Il est élu député du Conseil suprême de la République de Carélie. Il est l'auteur d'un conte épique à la gloire de Vassili Tchapaïev, héros légendaire de la guerre civile.
Dans les dernières années de sa vie, il travaille comme brigadier dans un kolkhoze consacré à la pêche.
Il meurt en 1943 et est enterré dans le vieux cimetière de Keret'.
Korgouïev a été considéré comme le second meilleur conteur russe, après Maria Krivopolenova (une paysanne de la région de la Pinega). Son compatriote de Petrozavodsk, V. Poulkine, lui a dédié son roman intitulé Bon vent (Добрая поветерь).

## Musée mémorial
Dans le village de Tchoupa (raïon de Louhi) existe depuis novembre 1987 un musée de folklore local dédié à la mémoire de Matveï Kourgouïev, créé à l'initiative de l'enseignante en littérature Maria Afanassievna Semakova. Dans le village de Poulonga, sur les bords de la Mer blanche, on trouve aussi un « bateau des contes » baptisé Korgouïev.

## Œuvres publiées
- Belomorskie skazki (Contes de la Mer blanche, racontés par M.M. Korgouïev). Réd. A.N. Netchaïev. Sovietskiï pisatel', 1938, 255 p.
- Skazki Karelskogo pomoria (Contes de la Pomorie carélienne), réd. principal M.K. Azadovsky, Petrozavodsk. T.1 : Contes de M.M. Korgouïev
- Skazki M.M. Korgouïeva (Contes de M.M. Korgouïev), 1944, 111 p.
- Serebrianny korabl' : Skazki Matveïa Korgouïeva (Le bateau d'argent : Contes de Matveï Korgouïev, intr. V. Poulkine, Petrozavodsk, 1988, 112 p.